# Knights of the Round
Knights of the Round (ナイツ オブ ザ ラウンド?, Naitsu obu za raundo) è un videogioco del genere picchiaduro a scorrimento per dispositivi coin-op sino a 3 giocatori, sviluppato e pubblicato da Capcom nel 1991. Ispirato ai miti di Re Artù e la Tavola Rotonda.
Nel 1994 il titolo è stato convertito per Super Nintendo, è stato aggiunto il tasto parata; limitato la giocabilità a solo 2 giocatori in contemporanea.

## Modalità di gioco
Il videogioco riprende lo stile Golden Axe, e possibile anche la cavalcatura, il videogiocatore deve percorrere 7 livelli con ambientazione a tema Camelot e dintorni, sfidando i vari boss di fine livello: Scorn, Braford, Arlon, Muramasa, sino a giungere allo scontro finale con Garibaldi e recuperare il Sacro Graal.
Si può scegliere tra tre personaggi giocabili:
- Arthur, [attacco 4, difesa 4, agilità 4] ambisce a essere il primo cavaliere, brandisce l'Excalibur;
- Lancelot, [attacco 3, difesa 4, agilità 5] Spadaccino provetto, errante;
- Perceval, [attacco 5, difesa 4, agilità 3] Combattente d'animo gentile; brandisce una grande ascia (l'attacco in corsa, i colori ricordano Gilius T.)

Introduce un sistema di potenziamento a livello esperienza/punteggio che aumenta le statistiche, cambia l'estetica dei personaggi e ripristina l'intera barra salute, a fine livello appare una schermata di epilogo partita, con una barra esperienza verticale con in cima una corona da re, questa indica le varie promozioni di livello disponibili sino al grado di re (15º livello). 

### Comandi
I comandi base sono a due tasti: attacco e salto, premuti contemporaneamente si attiva il maga crush attacco di zona/mischia che consuma la salute, e concede alcuni secondi di invincibilità.
Avanti + attacco: fendente, colpo più potente
Indietro + attacco: parata e contrattacco (terzo tasto su SNES)
Queste ultime due abilità nel coin-op hanno tempi d'esecuzione troppo ridotti tanto da essere impercettibili ai principianti.

### Oggetti
Gli oggetti bottino o cibo si possono colpire in modo da suddividersi in più parti, così facendo si possono condividere con altri giocatori e forniscono più punti o salute. 
Le pedine degli Scacchi:
- Cavallo, ne richiama uno in campo da gioco
- Alfiere (busto pedina colore argento) dona una vita
- Re–Cavaliere (busto pedina colore oro) dona due vite

Gli scacchi appaiono anche nel intro di livello sul tavolo della mappa strategica.
Altri oggetti bonus magici:
- Bastone (scettro di Merlino), manufatto con pietra verde, fa' salire di livello il personaggio che lo raccoglie;
- Sfera di cristallo Verde, trasforma i nemici in oggetti cibo, concede salute;
- Sfera di cristallo Rossa, trasforma i nemici in oggetti bottino, concede punti, esperienza livello.

## Antologie
Il gioco arcade è incluso nelle raccolte:
- Capcom Classics Collection: Reloaded
- Capcom Classics Collection Vol. 2
- Capcom Beat'em Up Bundle[3]
- Capcom Arcade 2nd Stadium[4]